# Koninklijk Instituut van Britse Architecten
Het Koninklijk Instituut van Britse Architecten (Engels: Royal Institute of British Architects (RIBA)) is een beroepsorganisatie voor architecten uit het Verenigd Koninkrijk, maar ook daarbuiten.

## Geschiedenis
In 1834 werd het instituut opgericht door een aantal prominente architecten, waaronder Philip Hardwick, Thomas Allom, William Donthorne, Thomas Leverton Donaldson, John Buonarotti Papworth en Thomas de Grey, als het Instituut van Britse Architecten in Londen. Na het verkrijgen van een royal charter werd het bekend onder de naam Koninklijk Instituut van Britse Architecten in Londen, in 1892 werden de woorden "in London" uit de naam gehaald. In 1934 verhuisde het naar zijn huidige hoofdkantoor aan Portland Place, het kantoor werd geopend door koning George V en koningin-gemalin Mary van Teck.